# Älvsåkers-kyrkotorp
Älvsåkers-kyrkotorp var en av SCB definierad och namnsatt småort i Älvsåkers socken i Kungsbacka kommun. Bebyggelse räknas från 2015 som en del av tätorten Göteborg. Bebyggelsen är belägen cirka 500 meter öster om Älvsåkers kyrkby och 200 meter väster om västra delen av tätorten Hjälmared och hade sedan 1995 avgränsats som en småort. Cirka 200 meter väster om Älvsåkers-kyrkotorp ligger Kyrkotorp där delar av bebyggelsen 1990 avgränsades som en småort, men som inte ingår i denna småort.